# Kesterbeekbos
Kesterbeekbos is een helling in de Belgische provincie Vlaams-Brabant. De voet ligt aan de rand van het Hallerbos.

## Wielrennen
De helling is opgenomen in de Cotacol Encyclopedie met de 1.000 zwaarste beklimmingen van België.